# Земшман, Абрам Яковлевич
Абрам Яковлевич Земшман (16 сентября 1947, Кишинёв — 12 марта 2005, Кишинёв) — молдавский и советский учёный в области виноградарства и виноделия, биофизик. кандидат биологических наук (1975), доктор сельскохозяйственных наук (1990).

## Биография
Родился в семье Якова Израилевича Земшмана и Леи (Лизы) Пейсаховны Казанской. Отец и дед (Израиль Яковлевич Земшман) были профессиональными фотографами. После окончания Ленинградского электротехнического института (1971) работал в Молдавском научно-исследовательском институте виноградарства и виноделия (МолдНИИВиВ) в Кишинёве — аспирант, научный сотрудник, заведующий лабораторией биофизики (директор института А. Я. Гохберг). Диссертацию кандидата биологических наук по теме «Исследование динамики поступления, перераспределения и метаболизма фосфора и азота у винограда с помощью меченых атомов» защитил в 1975 году в Институте физиологии растений АН УССР. Диссертацию доктора сельскохозяйственных наук по теме «Физиологические основы совершенствования селекционного процесса в виноградарстве» защитил в 1990 году во ВНИИ винограда и продуктов его переработки «Магарач» в Ялте.
Основные научные труды по физиологии растений, в том числе винограда, вопросам светового и минерального питания растений, радиобиологии. Автор 36 свидетельств на изобретения, а также учебника по использованию статистических методов в экспериментальной энологии.
В начале 1990-х годов основал компанию «SEMA SA» и акционерное общество «SPM Group», занимавшиеся посадками винограда и изучением терруара на юге Молдавии. В этот период занимался вопросами применения системного анализа в размещении виноградников и экологической оценкой земель под виноградники.

## Книги
- В. И. Килиянчук, А. Я. Земшман, С. Н. Маслоброд. Транспорт радиофосфора у винограда. Кишинёв: Штиинца, 1979. — 130 с.
- А. Я. Земшман, В. И. Килиянчук. Меченые невидимки (Радиоактивные изотопы и их характерные свойства). Кишинёв: Штиинца, 1981. — 118 с.
- Э. М. Менчер, А. Я. Земшман. Основы планирования эксперимента с элементами математической статистики в исследованиях по виноградарству. МолдНИИ виноградарства и виноделия НПО «Виерул». Кишинёв: Штиинца, 1986. — 237 с.
- Почва, климат, виноград. Сборник статей. Под редакцией А. Я. Земшмана. Кишинёв, 2000. — 293 с.